# فرانسس، استرالیای جنوبی
فرانسس (به انگلیسی: Frances) یک شهرک در استرالیا است که در استرالیای جنوبی واقع شده‌است.